# Chahab
Chahab este un district din Provincia Takhar, Afganistan.